# 遥かなる我が子
『遥かなる我が子』（はるかなるわがこ、原題：To Each His Own）は、1946年に製作・公開されたアメリカ合衆国の映画である。

## 概要
プロデューサーのチャールズ・ブラケットの原案に基づきミッチェル・ライゼンが監督、オリヴィア・デ・ハヴィランドが主演した。デ・ハヴィランドは2度目のアカデミー主演女優賞ノミネーションを受け、初の受賞を果たしている。

## キャスト
- ジョゼフィン・ノリス：オリヴィア・デ・ハヴィランド
- バート・コズグローヴ/グレゴリー・ピアソン：ジョン・ランド
- コリンヌ・ピアセン：メアリー・アンダーソン

## スタッフ
- 監督：ミッチェル・ライゼン
- 製作/原案：チャールズ・ブラケット
- 脚本：チャールズ・ブラケット、ジャック・テリー
- 音楽：ヴィクター・ヤング
- 撮影：ダニエル・L・ファップ
- 編集：アルマ・マクローリー
- 美術：ハンス・ドライアー、ローランド・アンダーソン
- 装置：サム・コマー、ジェームズ・M・ウォルターズ
- 衣裳：イーディス・ヘッド

## アカデミー賞受賞・ノミネーション
- 受賞
  - 主演女優賞：オリヴィア・デ・ハヴィランド
- ノミネーション
  - 原案賞：チャールズ・ブラケット